# Tipula callithrix
Tipula callithrix är en tvåvingeart som beskrevs av Alexander 1944. Tipula callithrix ingår i släktet Tipula och familjen storharkrankar.
Artens utbredningsområde är Peru. Inga underarter finns listade i Catalogue of Life.